# Goodyear F2G Corsair
Goodyear F2G "Super" Corsair là một phát triển của hãng Goodyear Aircraft Company từ thiết kế FG-1/F4U-1 Corsair, F2G là một phiên bản tiêm kích tầng thấp đặc biệt trang bị một động cơ Pratt & Whitney R-4360.

## Quốc gia sử dụng
Hoa Kỳ
- Hải quân Hoa Kỳ

## Tính năng kỹ chiến thuật (F2G-2)
Đặc điểm tổng quát
- Kíp lái: 1
- Chiều dài: 33 ft 9 in (10,3 m)
- Sải cánh: 41 ft (12,5 m)
- Chiều cao: 16 ft 1 in (4,9 m)
- Diện tích cánh: 314 ft² (29 m²)
- Trọng lượng rỗng: 10.249 lb (4.649 kg)
- Trọng lượng có tải: 13.346 lb (6.054 kg)
- Trọng lượng cất cánh tối đa: 15.422 lb (6.995 kg)
- Động cơ: 1 × Pratt & Whitney R-4360-4 "Wasp Major", 3.000 hp (2.200 kW)

 Hiệu suất bay 
- Vận tốc cực đại: 431 mph (374 knot, 694 km/h) trên độ cao 16.400 ft (5.000 m)
- Tầm bay: 1.955 mi (1.699 nm, 3.146 km)
- Trần bay: 38.800 ft (11.800 m)
- Vận tốc lên cao: 5.120 ft/phút (26 m/s)
- Tải trên cánh: 42,5 lb/ft² (208 kg/m²)
- Công suất/trọng lượng: 0,22 hp/lb (370 W/kg)

Trang bị vũ khí

- Súng: 4× súng máy M2 Browning .50 caliber (12,7 mm)
- Rocket: 8× rocket 5 in (127 mm) hoặc
- Bom: 1.600 lb (725 kg)